# Carmen Leblanc
Carmen Leblanc (16 février 1952 à Saint-André-de-Restigouche au Canada) est une auteure canadienne.

## Biographie
Carmen Leblanc pratique le haïku et la poésie brève, mais elle écrit aussi des nouvelles et des paroles de chanson. Plusieurs de ses textes ont été publiés dans des revues littéraires et des recueils collectifs.

## Prix littéraires
- Premier prix de l’Association de promotion du haïku et de la Maison de thé Chajin de Paris, pour un haïku sur le thème du thé.